# John Percy Heawood
John Percy Heawood (anglès: Percy John Heawood)  (Newport, 8 de setembre de 1861 - Durham, 24 de gener de 1955) va ser un matemàtic anglès conegut pels seus treballs en teoria de grafs.

## Vida i Obra
Heawood, fill d'un pastor anglicà, va fer els estudis secundaris a Ipswich. El 1880 es va traslladar a Oxford amb una beca del Exeter College on es va graduar i en el qual va romandre fins al 1887. El 1887 va ser nomenat professor de matemàtiques del Durham College (actualment universitat de Durham) en la qual va treballar la resta de la seva vida. A partir de 1911 va ser catedràtic i el 1939 es va retirar amb 78 anys. Entre altres càrrecs, Heawood va ser vice-rector de la universitat entre 1926 i 1928.
Heawood és recordat sobre tot, perquè el 1890 va trobar un contraexemple a la demostració del teorema dels quatre colors que havia publicat Alfred Kempe el 1879 i que tothom havia donat per bona durant onze anys. El teorema no va ser demostrat fins a la segona meitat del segle XX i potser no completament.
Va ser nomenat cavaller pels seus immensos esforços en trobar fons per a la reconstrucció i conservació del castell de Durham. Una altra de les seves aficions, poc usual en un matemàtic, era l'estudi de l'hebreu.